# Olival (Ourém)
Olival est une freguesia portugaise située dans le District de Santarém.
Avec une superficie de 21,11 km2 et une population de 2 159 habitants (2001), la paroisse possède une densité de 102,3 hab/km2.